# 2 Pułk KOP „Karpaty”
2 Pułk KOP "Karpaty" (2 pułk piechoty KOP "Karpaty") – oddział piechoty Korpusu Ochrony Pogranicza.

## Formowanie i zmiany organizacyjne
Na mocy rozkazu Ministerstwa Spraw Wojskowych DDO L.7677/Org.Tjn./39 i powtórzony przez Dowództwo KOP L.5734/Tjn.Og.Org/39, w trybie alarmowym, w lipcu 1939 przystąpiono do organizacji 2 pułku KOP „Karpaty”. Pułk miał zostać sformowany do 20 lipca. W jego skład miały wejść dwa bataliony: „Dukla” i „Komańcza”. Dowódcą pułku mianowany został ppłk Jan Zachodny. Część żołnierzy z likwidowanego batalionu KOP „Worochta” przekazana została do 2 pułku KOP „Karpaty”.
Formalnie w skład pułku wchodził także batalion KOP „Żytyń” jako III batalion, który od marca stacjonował w Starym Sączu i podlegał bezpośrednio dowódcy Armii „Kraków”. 10 lipca batalion KOP „Żytyń” podporządkowany został dowódcy pododcinka „Sucha”, który w sierpniu przemianowany został w 1 Brygadę Górską Strzelców. W składzie tej brygady batalion KOP „Żytyń” rozpoczął kampanię wrześniową.
2 pułk KOP „Karpaty” bez batalionu KOP „Żytyń” podporządkowany został dowódcy pododcinka „Sanok”. Pododcinek w sierpniu przemianowany został w 3 Brygadę Górską Strzelców (Grupa Operacyjna „Jasło”, Armia „Karpaty”).

## Walki w kampanii wrześniowej

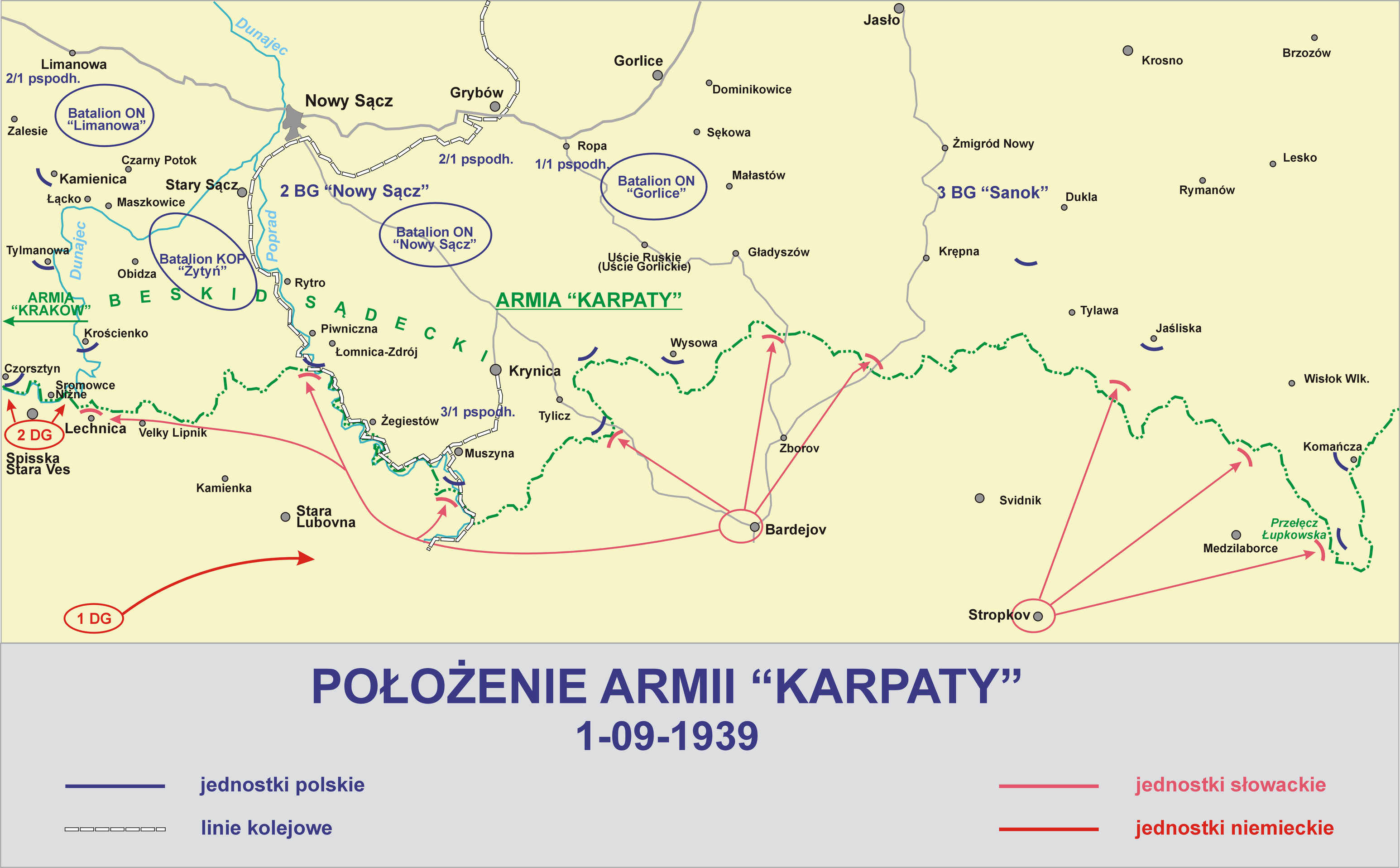
Pułk walczył w składzie armii

2 pułk KOP „Karpaty” ppłk. Jana Zachodnego walczył w składzie 3 Brygady Górskiej Strzelców i stanowił jej trzon. Jego zadaniem było zamknięcie kierunków Krajna Polana–Przełęcz Dukielska–Iwonicz–Krosno i Czeremcha–Jaśliska–Rymanów. I batalion mjr. Wacława Majchrowskiego zajął stanowiska w rejonie Dukli, a II batalion mjr. Karola Piłata pod Sieniawą. W pierwszych dniach września działania oddziałów słowackiej 3 Dywizji Piechoty płk. Augustina Malała miały charakter drobnych wypadów bez istotnego znaczenia dla obu stron. 7 września weszła do działań niemiecka 1 Dywizja Górska gen. mjr. Ludwiga Kublera. Uderzyła ona na prawe skrzydło 3 BGór. w kierunku na Krempną i Nowy Żmigród. W pierwszym rzucie przy wsparciu artylerii dywizyjnej uderzał 2. i 3 batalion 100 pułku strzelców górskich. Bataliony prowadziły  działania zaczepne wzdłuż szosy Ożenna–Żydowskie–Krempna. Polska brygada, z małą liczbą broni maszynowej i pozbawiona artylerii, mimo dogodnych warunków terenowych, nie mogła stawić skutecznego i długotrwałego oporu. Dlatego też 8 września otrzymała od dowódcy GO „Południowej” gen. Łukoskiego zadanie przegrupowania frontu obrony z południowego na zachodni i zorganizowania trzech rubieży opóźniania. Łączny czas walki na rubieżach miał wynosić 2 dni. Były one potrzebne na organizację obrony w oparciu o San. Pierwszą pozycję na wschodnim brzegu Jasiołki w rejonie Dukli obsadził I batalion 2 pp KOP Karpaty mjr. Majchrowskiego. Współdziałał z nim batalion ON „Krosno” kpt. Antoniego Melnarowicza. Drugą pozycję na linii Rymanów–Wróblik Szlachecki zajął II batalion mjr. Piłata i batalion ON „Brzozów” kpt. Jana Krausa. Trzecią pozycję w rejonie Zarszyna, po wycofaniu się z przedpola, obsadzić miały bataliony ON.
W trakcie organizacji przez pułk pozycji opóźniania pododdziały polskie atakowane były przez 1 Dywizję Górską w rejonie Nowego Żmigrodu. Około południa nieprzyjaciel zajął Nowy Żmigród. O godzinie 19:00 Niemcy  wznowili natarcie po osi Dukla–Rymanów–Sanok. Niemiecki 2/98 pułku strzelców górskich ppłk. Egberta Pickera uderzył na Duklę bronioną przez I/2 pułku KOP „Karpaty" mjr. W. Majchrowskiego. Walka, ze zmiennym natężeniem, trwała całą noc. O świcie 9 września broniący miasta batalion, wycofał się w góry i pomaszerował na wschód.
Broniący II pozycji opóźniania II/2 pułku KOP Karpaty mjr. K. Piłata, został rano 9 września zaatakowany przez niemiecki oddział pościgowy „Geiger”. Nieprzyjaciel przełamał pozycje batalionu ON „Brzozów” i  oskrzydlił broniący Rymanowa II batalion. Batalion wyszedł z okrążenia, ale Rymanów został utracony. Trzeciej pozycji bataliony ON nie zdołały obsadzić. Wieczorem nieprzyjaciel dotarł do Sanu, zajął Sanok i zdobył przyczółek na wschodnim brzegu rzeki. Dowódca 3 BGS zrezygnował z obrony Sanu i postanowił wycofać brygadę po osi Sanok–Krościenko–Chyrów. Wycofujące się pododdziały pułku nie stanowiły już realnej siły bojowej.

## Struktura organizacyjna  pułku

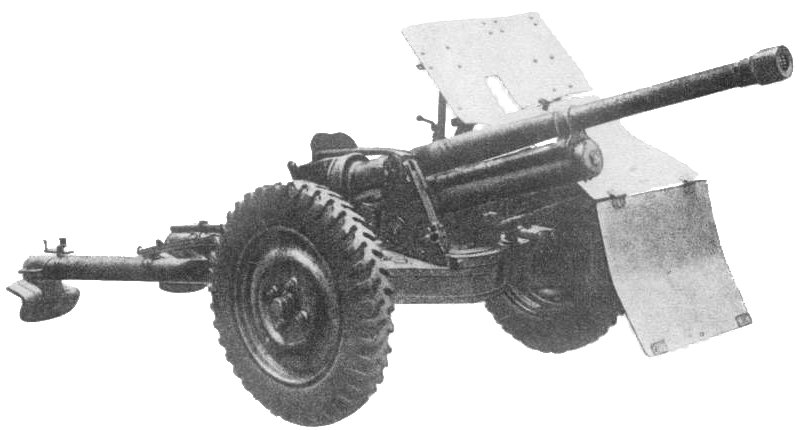
Na wyposażeniu 2 pp. KOP Karpaty były 3 egz. armaty przeciwpancernej wz. 36 (tu z zerwaną częścią tarczy)

Skład organizacyjny w lipcu 1939:
- dowództwo pułku
- pluton zwiadowców pułku
- pluton pionierów pułku
- batalion KOP „Dukla”
- batalion KOP „Komańcza”

Pułk uzbrojony był w:
- karabinek – 1400 egz.,
- ręczny karabin maszynowy – 57 egz.,
- ciężki karabin maszynowy – 18 egz.,
- 46 mm granatnik wz. 1936 – 6 egz.,
- 81 mm moździerz wz. 1931 – 4 egz.,
- 37 mm armata przeciwpancerna wz. 1937 – 3 egz.

## Żołnierze 2 pp KOP "Karpaty"
Dowódca pułku - ppłk Jan Zachodny
Dowódca I batalionu (Batalion KOP Dukla) - mjr Wacław Majchrowski 
Dowódca II batalionu (Batalion KOP Komańcza) - mjr Karol Piłat 
dowódcy kompanii i plutonów wskazani w linkach do poszczególnych batalionów